# Glossophaga longirostris
Glossophaga longirostris é uma espécie de morcego da família Phyllostomidae. Pode ser encontrada na Colômbia, Venezuela, Guiana, Brasil, Trinidad e Tobago, Granada, São Vicente e Granadinas e Antilhas Holandesas (Bonaire, Aruba e Curaçao).